# Chatswood West, New South Wales
Chatswood West este o suburbie în Sydney, Australia.